# Popp-kaarten

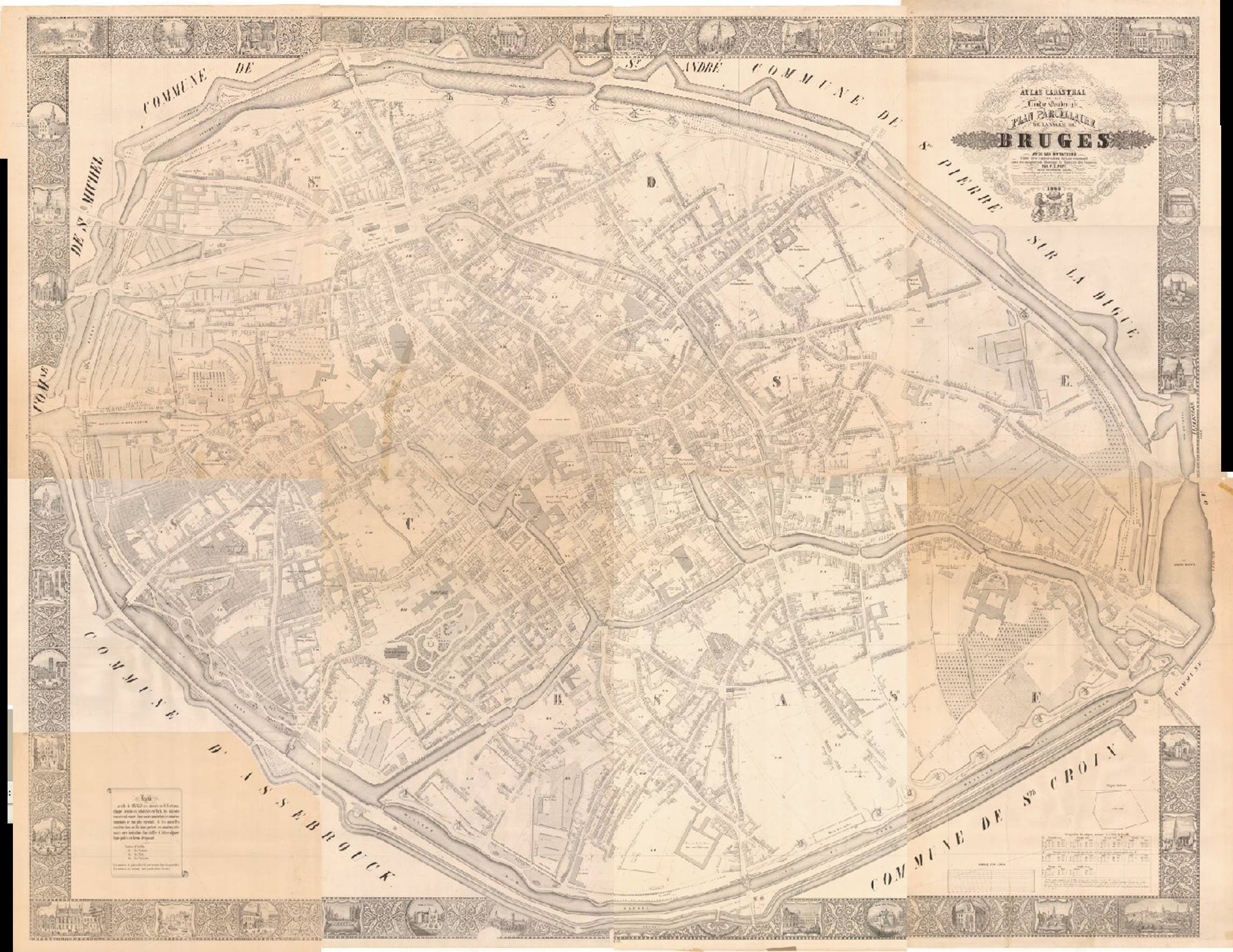
Een van zijn bekendste kadasterplannen is dat van Brugge uit 1854. Dit is zijn versie uit 1865

Met de Popp-kaarten wordt de verzameling van kadasterkaarten bedoeld die in de 19de eeuw uitgegeven werd door de Brugse drukker-uitgever Philippe Chrétien Popp (1805-1879). Deze kaarten waren een gecommercialiseerde versie van het toenmalig kadaster van België en bevatten vele gegevens over gronden en percelen. Zij werden gedrukt in lithografie of steendruk.
Nadat Philippe Vandermaelen al in 1836 toelating had gekregen om de kadastergegevens te gebruiken en in kaart te brengen, kreeg ook Popp deze toelating in 1842. In de tien jaar daarop maakte hij voor 1700 gemeenten in België de leggers en kadastrale plannen. Door het overlijden van Popp werd zijn Atlas cadastral parcellaire de la Belgique niet afgemaakt. Zijn weduwe Caroline Clémence Boussart (1808-1891) voltooide wel nog de plannen voor de provincie Luik.
De kaarten vormen vandaag een eersterangsbron voor wie op zoek is naar informatie over vastgoed en grondbezit in de negentiende eeuw. Om bij te dragen aan de ontsluiting startte de Universiteit Gent in 2014 het project POPPKAD dat mede werd gefinancierd door de Herculesstichting. De infrastructuur wordt beheerd door het Queteletcentrum van de Universiteit.